# Trampa para pájaros
Trampa para pájaros es una obra de teatro en cuatro escenas de José Luis Alonso de Santos, estrenada en 1990.

## Argumento
Mauro es un viejo policía que vivió su época de esplendor profesional con el antiguo sistema político. Percibe las nuevas circunstancias sociales como una amenaza para él y su familia y siente que la nueva policía lo acosa y lo persigue. Además, la relación con su esposa Mari se ha deteriorado significativamente en los últimos tiempos. Por ello, se interna en su domicilio, con una pistola cargada y medita sobre su situación junto a su hermano Abel, con quien nunca tuvo buena relación y que se ha convertido en pianista.

## Representaciones destacadas
- Teatro Rojas, Toledo, 20 de diciembre de 1990. Estreno.
  - Dirección: Gerardo Malla.
  - Intérpretes: Carlos Canut, Fernando Huesca, Isabel Mestres.

- Teatro Fernán Gómez, Madrid, 2009.
  - Intérpretes: Juan Alberto López, Manuel Bandera, Olga Doménech, Yiyo Alonso.
- Teatro Lara, Madrid, 2014.
  - Dirección: J. L. Magallares.
  - Intérpretes: Juan Luis Magallares, J. Antonio Turiégano, Cris Martínez.